# Earth (Texas)
Pour l’article homonyme, voir Earth.
La ville de Earth est située dans le comté de Lamb, dans l’État du Texas, aux États-Unis. Sa population s’élevait à 1 065 habitants lors du recensement de 2010, estimée à 1 003 habitants en 2016.

## Source
- (en) Cet article est partiellement ou en totalité issu de l’article de Wikipédia en anglais intitulé « Earth, Texas » (voir la liste des auteurs).